# Duolandrevus sapidus
Duolandrevus sapidus är en insektsart som först beskrevs av Andrej Vasiljevitj Gorochov 1990.  Duolandrevus sapidus ingår i släktet Duolandrevus och familjen syrsor. Inga underarter finns listade i Catalogue of Life.